# Dithionate

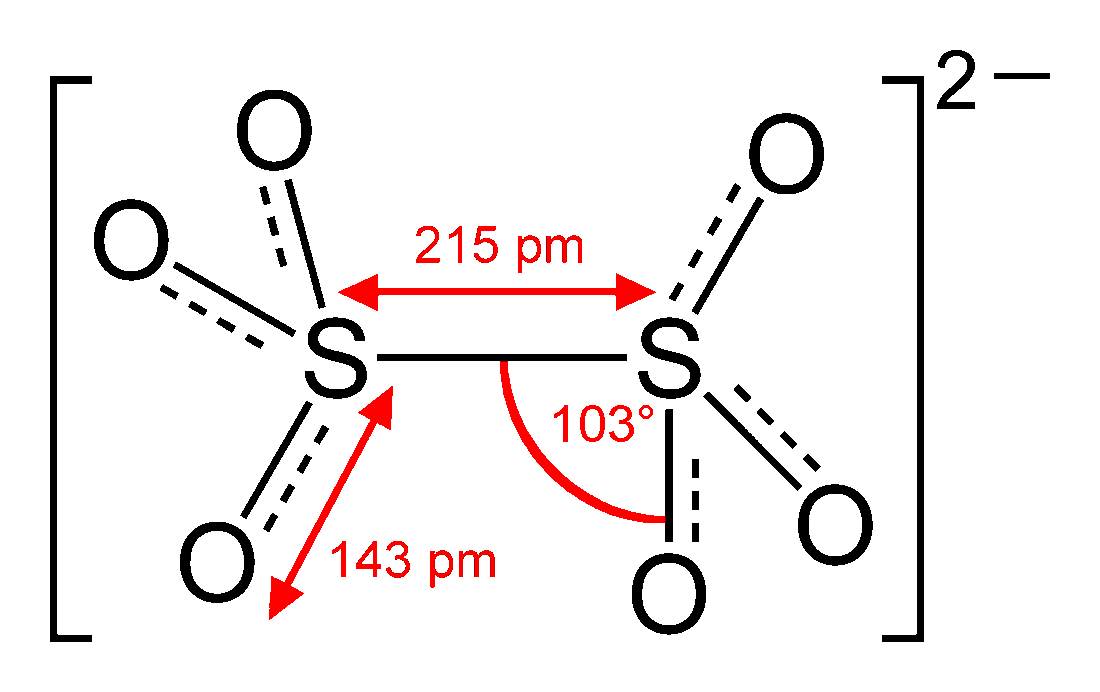
Struktur des Dithionat-Anions

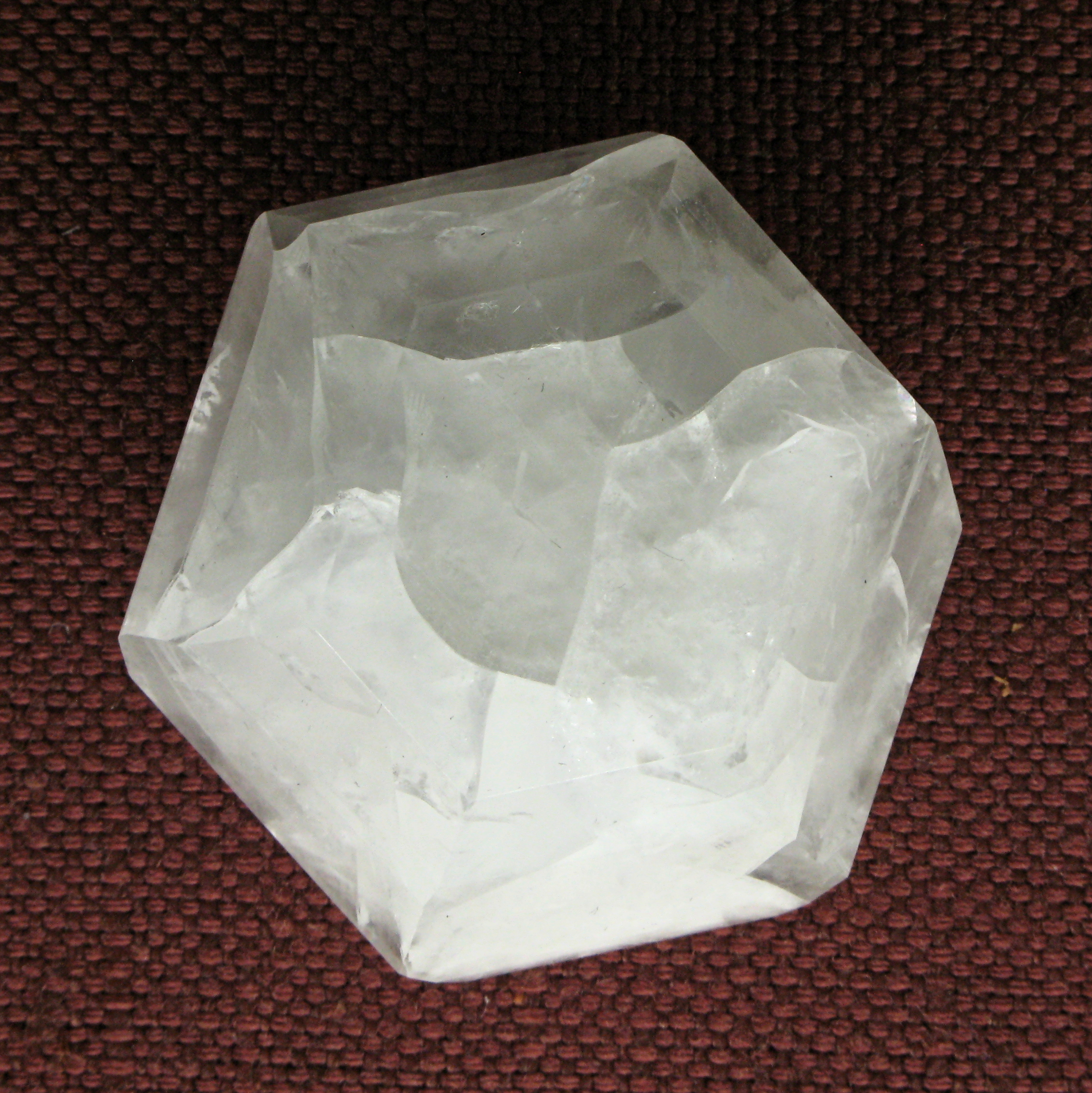
Zuchtkristall von Calciumdithionat-Tetrahydrat

Dithionate (veraltet auch Hypodisulfate) sind die anorganischen Salze der unbeständigen Dithionsäure (Dischwefel(V)-säure, H2S2O6) und schwache Oxidationsmittel. Die Salze bestehen aus einem Dithionat-Ion S2O62−, das im sauren Milieu (H+-Überschuss) als Dianion vorliegt, und einem Metallkation. Das Dithionat-Anion weist an beiden Schwefelatomen eine tetraedrische Anordnung auf und ist sterisch mit Ethan vergleichbar. Es gibt auch hier eine gestaffelte und eine ekliptische Konformation; im Hydrat von Natriumdithionat Na2S2O6·2H2O ist die Anordnung gestaffelt, während das wasserfreie Salz ekliptisch aufgebaut ist.

## Darstellung
Die reine Dithionsäure ist nur in verdünnter wässriger Lösung darstellbar:
{\displaystyle {\ce {BaS2O6 + H2SO4 -> H2S2O6 + BaSO4}}}
Die so erhaltene Lösung muss noch vom Bariumsulfat abgetrennt werden und kann dann bei Raumtemperatur über Phosphorpentoxid bis zu einer Dichte von 1,347 g·cm−3 eingeengt werden. Höhere Aufkonzentrierung führt zur Zersetzung der enthaltenen Dithionsäure.
Dithionate werden im Normalfall nicht direkt aus der Dithionsäure gebildet, sondern mit Hilfe einer stabileren Säure. Die Dithionsäure dient hier nur als Namensstamm. Als Beispiel kann die Bildung von Mangan(II)-dithionat aus Braunstein und Schwefliger Säure (schematisch) angeführt werden:
{\displaystyle \mathrm {\ MnO_{2}\ +\ 2\ SO_{2}\rightarrow \ MnS_{2}O_{6}} }
Auch durch anodische Oxidation von Hydrogensulfaten können Dithionate hergestellt werden.

## Stabilität
Wie auch die Dithionsäure disproportionieren die Dithionate beim Erhitzen oder Ansäuern leicht in SO2 und SO42−. 
So zerfällt zum Beispiel Kaliumdithionat bei 258 °C in Kaliumsulfat und Schwefeldioxid.
{\displaystyle \mathrm {K_{2}S_{2}O_{6}\rightarrow \ K_{2}SO_{4}\ +\ SO_{2}} }